# Norberto Téllez
Norberto Téllez (* 22. Januar 1972 in Rodas, Cienfuegos) ist ein ehemaliger kubanischer Leichtathlet, der seine größten Erfolge im 400- und 800-Meter-Lauf feierte.
Bei den Olympischen Spielen 1992 von Barcelona gewann Téllez gemeinsam mit Lázaro Martínez, Héctor Herrera und Roberto Hernández die Silbermedaille in der 4-mal-400-Meter-Staffel, wobei sich das kubanische Team in 2:59,51 Minuten nur der US-amerikanischen Staffel geschlagen geben musste.
Vier Jahre später bei den Olympischen Spielen von Atlanta belegte Téllet in 1:42,85 Minuten Rang vier hinter Vebjørn Rodal, Hezekiél Sepeng und Frederick Onyancha im schnellsten 800-Meter-Lauf aller Zeiten bei internationalen Großereignissen. Er verbesserte dabei den zuvor von Alberto Juantorena gehaltenen kubanischen Landesrekord.
Bei den Leichtathletik-Weltmeisterschaften belegte Téllez die Plätze zwei (1997 in Athen) und vier (1999 in Sevilla), jeweils im 800-Meter-Lauf. Er war darüber hinaus über 800 Meter bei der Universiade 1997 und 1999 siegreich, gewann bei den Panamerikanischen Spielen 1995 in Mar del Plata Gold (400 Meter sowie 4 × 400 m) und 1999 in Winnipeg Silber (800 Meter). Insgesamt vier weitere Goldmedaillen gewann Téllez bei den Zentralamerikanischen und Karibischen Spielen 1993 und 1998, jeweils in der 4-mal-400-Meter-Staffel sowie über 400 Meter (1993) und 800 Meter (1998).
Norberto Téllez ist 1,86 m groß und wog zu Wettkampfzeiten 78 kg.

## Persönliche Bestleistungen
- 400 m: 45,27 min, 6. September 1994, Madrid
- 800 m: 1:42,85 min, 31. Juli 1996, Atlanta
  - Halle: 1:46,32 min, 19. Februar 1999, Gent
- 1000 m: 2:21,30 min, 7. Juli 2002, Rethymno